# Осфрадій
Осфрадій (новолат. Osphradium з грец. οσφραίνομαι — «нюхаю, нюхати») — орган нюху, або точніше хімічного почуття, в мантійній порожнині молюсків при початку зябер, де до них надходить струм води. Утворений особливим чутливим епітелієм.

## Дослідження і опис
У Prosobranchia іноді клітини чуття розкидані по всьому внутрішньому епітелію мантійної порожнини, але у них же можна простежити і концентрування цих клітин в осфрадії. Іноді осфрадій має форму ряду валиків (Cassidaria), тому його іноді вважали за додаткову жабру. З переходом молюсків до наземного способу життя осфрадій зникає, а так само він зникає взагалі при атрофії відповідної зябри. Осфрадію приписується функція розпізнавання властивостей припливної до зябер води, проте дослідами це не підтверджується.